# ウィリアム・ワッツ (総督)
ウィリアム・ワッツ (英語: William Watts) は、王政復古期のイギリスのカリブ海植民地総督、海軍軍人。1660年から1666年までアンギラ島の副総督を務め、セントクリストファー島の総督も務めた。
セントクリストファー島では、ワッツは奴隷を使ってサトウキビプランテーションを経営し、利益を上げた。
第二次英蘭戦争ではフランス領のセント・マーチン島やセントクリストファー島内のフランス植民地を攻撃したが、後でフランス勢力の反撃にあった。